# Међународни дан образовања
Међународни дан образовања обележава се 24. јануара у свету као дан посвећен образовању. Овај дан је признат од Уједињених нација и усмерен је на доступност образовања као средства за излазак из сиромаштва. 

## Историја
Године 2019. обележавао се први Међународни дан образовања. Генерална скупштина Уједињених нација је прогласила 3. децембра 2018. године да се 24. јануара одржава Међународни дан образовања. Подстицај за то је дошао од УНЕСКО-а. Усвајање резолуције 73/25 о успостављању Међународног дана образовања показало је непоколебљиву политичку вољу за подржавањем за инклузивно, правично и квалитетно образовање за све. То су подржале Нигерија и 58 других држава чланица УНЕСКО-а.
Сврха тог празника је да се усмери пажња влада и народа на доступност образовања, а циљ би био излазак из сиромаштва.

### Одрживи развој
У циљу унапређења међународне сарадње у подршци напорима ка остварењу циља одрживог развоја 4, резолуцијом се позивају све заинтересоване стране, укључујући државе чланице, организације система УН и цивилно друштво, невладине организације, академске институције, приватни сектори, појединци и други релевантни учесници да поштују Међународни дан образовања.

### Подаци организације УНЕСКО
Подаци организације УНЕСКО у 2020.  су поражавајући.
- 262 милиона деце и младих не иде у школу.
- 617 милиона деце и тинејџера су неписмени и не знају основе математике.
- Мање од 40% девојчица из подсахарске Африке заврши више разреде основне школе.
- Око 4 милиона деце и младих избеглица не могу да похађају школу због оружаних сукоба, али и губитка најближих чланова породице.